# Bogdan Binter
Bogdan (Bogo) Binter, slovenski zgodovinar in pisec učbenikov, * 28. december 1906, Kamnik, † 20. december 1967, Ljubljana.
Iz zgodovine je diplomiral na Filozofski fakulteti v Ljubljani in od leta 1932 poučeval na gimnazijah v Ljubljani in Kočevju ter od 1947 na učiteljišču v Ljubljani. V letih 1947—1966 je kot zunanji sodelavec predaval na Višji pedagoški šoli v Ljubljani. Sam ali s sodelavci je napisal več učbenikov. V letih med 1938 in 1982 je prvič izšlo ali bilo ponatisnjenih več kot 40 njegovih učbenikov za osnovne in srednje šole. Napisal je tudi skripta iz južnoslovanske zgodovine za Višjo pedagoško šolo. V slovenskem knjižničnem informacijskem sistemu COBISS obsega njegova bibliografija 42 zapisov.

## Izbrana bibliografija
- Spoznavanje družbe : za četrti razred osnovnih šol : priročnik za učence (COBISS)
- Spoznavanje družbe : za 4. razred osnovne šole [Braillova pisava]  (COBISS)
- Pregled ruske zgodovine (COBISS)
- Zgodovina Jugoslovanov za tretji razred srednjih šol  (COBISS)
- Zgodovina starega veka za prvi razred srednjih šol (COBISS)